# Alexei Iwanowitsch Wachonin
Alexei Iwanowitsch Wachonin (russisch Алексей Иванович Вахонин, wiss. Transliteration Aleksej Ivanovič Vachonin; * 10. März 1935 in Gawrilowka, Oblast Kemerowo, Russische SFSR; † 1. September 1993 in Schachty, Russland) war ein sowjetischer Gewichtheber.

## Werdegang
Alexei Wachonin wuchs in Gawrilowka bei Kemerowo auf. Erst 1956, mit 21 Jahren, fing er das Gewichtheben an.
Nach ersten Erfolgen holte ihn Trainer Rudolf Plukfelder nach Schachty. Von da an ging es noch steiler bergauf. Wachonin wurde mehrfacher Welt- und Europameister und krönte seine Laufbahn mit dem Olympiasieg 1964 in Tokio im Bantamgewicht, der Gewichtsklasse, in der er alle seine Erfolge erzielte. Er gewann dabei vor seinem ständigen Widersacher Imre Földi aus Ungarn, musste aber schon einen Weltrekord im olympischen Dreikampf erzielen, um den Sieg sicherzustellen. 1970 beendete er mit 35 Jahren seine erfolgreiche Laufbahn.

## Erfolge

### International
(OS = Olympische Spiele, WM = Weltmeisterschaft, EM = Europameisterschaft, Ba = Bantamgewicht)
- 1960, 3. Platz, Grand Prix von Moskau, Ba, mit 317,5 kg, hinter Stepan Uljanow, UdSSR, 330 kg und Li Tin-Juan, Volksrepublik China, 320 kg;
- 1961, 3. Platz, Grand Prix von Moskau, Ba, mit 327,5 kg, hinter Viktor Marzagulow, UdSSR, 337,5 kg und Imre Földi, Ungarn, 335 kg;
- 1962, 1. Platz, Grand Prix von Moskau, mit 332,5 kg, vor Robert Nagy, Ungarn, 300 kg;
- 1963, 1. Platz, WM + EM in Stockholm Ba, mit 345 kg, vor Hirochi Fukuda, Japan, 340 kg und Shirō Ichinoseki, Japan, 330 kg;
- 1964, 1. Platz, Grand Prix von Moskau, Ba, mit 347,5 kg, vor Andrianow, UdSSR, 340 kg;
- 1964, Goldmedaille, OS in Tokio, Ba, mit 357,5 kg, vor Földi, 355 kg und Ichinoseki, 347,5 kg;
- 1965, 1. Platz, EM in Sofia, Ba, mit 350 kg, vor Földi, 347,5 kg und Henryk Trebicki, Polen, 332,5 kg;
- 1966, 2. Platz, Grand Prix von Riga, Ba, mit 342,5 kg, hinter Gennadi Tschetin, UdSSR, 347,5 kg und vor Dynnikow, 327,5 kg;
- 1966, 1. Platz, WM + EM in Berlin, Ba, mit 362,5 kg, vor Földi, 360 kg und Mohammad Nassiri, Iran, 350 kg;
- 1968, 3. Platz, EM in Leningrad, Ba, mit 342,5 kg, hinter Földi, 350 kg und Walter Szoltyszek, Polen, 342,5 kg.

### UdSSR-Meisterschaften
Sämtlich im Bantamgewicht
- 1960, 4. Platz, mit 322,5 kg; hinter Uljanow, 337,5 kg, Wladimir Stogow, 330 kg und Li, 325 kg;
- 1961, 1. Platz, mit 337,5 kg, vor Stogow, 335 kg und Uljanow, 335 kg;
- 1962, 1. Platz, mit 340 kg, vor Stogow, 337,5 kg und Marzagulow, 327,5 kg;
- 1963, 1. Platz, mit 345 kg, vor Papazow, 332,5 kg und Viktor Marzagulow, 327,5 kg;
- 1964, 1. Platz, mit 345 kg, vor Marzagulow, 337,5 kg und Andrianow, 335 kg;
- 1965, 2. Platz, mit 335 kg, hinter Andrianow, 345 kg und vor Kim, 332,5 kg;
- 1966, 1. Platz, mit 342,5 kg, vor Gennadi Tschetin, 342,5 kg und Jakuniew, 325 kg;
- 1967, 1. Platz, mit 345 kg, vor Tschetin, 340 kg und Uljanow, 332,5 kg;
- 1968, 2. Platz, mit 345 kg, hinter Tschetin, 347,5 kg und vor Krishinin, 332,5 kg;
- 1969, 2. Platz, mit 352,5 kg, hinter Tschetin, 357,5 kg und vor Rafael Belenkow, 335 kg;
- 1970, 2. Platz, mit 355 kg, hinter Belenkow, 357,5 kg und vor Anikin, 352,5 kg.

### Weltrekorde im Bantamgewicht
Beidarmiges Stoßen:
- 141 kg, 1965 in Teheran,
- 143 kg, 1966 in Berlin,
- 143,5 kg, 1966 in Berlin,
- 144 kg, 1967 in Sofia.

Olympischer Dreikampf:
- 357,5 kg, 1964 in Tokio.